# Tales of Legendia
Tales of Legendia (яп. テイルズ オブ レジェンディア, Тейрудзу обу Редзендіа, «Сказання Легендії») — відеогра жанру action/RPG, розроблена і видана компанією Namco для консолі Sony PlayStation 2 в Японії 25 серпня 2005 року та в США 7 лютого 2006 року; є сьомою частиною основної серії Tales. Розробка здійснювалася командою Project MelFes, в яку входили співробітники Namco Tales Studio, а також творці серій ігор Tekken і Soulcalibur. Дизайном персонажів займався художник Кадзуто Накадзава, а саундтреком — Го Сііна; пісні виконано групою Do As Infinity, а також Донной Берк і Канон. Розробники охарактеризували жанр гри як «RPG, в якій емоційні узи народжують легенди».
Дія гри розгортається у вигаданому світі на гігантському кораблі під назвою Спадщина, який залишився від давньої, нині не існує цивілізації. Головним героєм є хлопець на ім'я Сенел, який намагається врятувати свою сестру Шерлі з рук раси ферінес — вони вважають, що Шерлі з'явилася до них як рятівниця і з її допомогою вони зможуть відновити свою минулу велич. У свою подорож Сенел зустрічає нових друзів і дізнається про походження Спадщини.
В Японії Tales of Legendia була в основному позитивно сприйнята критиками, проте після релізу в Північній Америці вона отримала змішані відгуки. Критики зазнав передбачуваний сюжет і велика кількість кліше в ньому; неоднозначно була оцінена бойова система — деякі критики знайшли її захоплюючою, інші ж вважали дратівливою. Разом з тим, багато рецензентів позитивно відгукнулися про ступінь опрацьованості головних героїв і відносин між ними. По всьому світу було продано близько 397 000 копій гри.

## Ігровий процес

### Основи
Tales of Legendia — консольна рольова гра, повністю виконана у тривимірній графіці. Гравець досліджує ігровий світ, представлений трьома типами локацій. Перший — карта світу, на якій схематично відображені елементи ландшафту, міста і головний герой; гравець може переміщатися по карті світу або пішки, або за допомогою телепортів, які він відкриває в міру проходження гри.
На карті світу на гравця випадковим чином може напасти противник. Другий вид локацій — міста, де гравець може взаємодіяти з неігровими персонажами персонажами для просування по сюжету і отримання додаткових квестів, відвідувати магазини для покупки спорядження та витрачаються предметів, відпочивати в готелі для відновлення здоров'я і технічний очок.
Гравець може обстежити підземелля, де він бореться з монстрами, знаходить скарби, а також активує сюжетні сцени. Проходження більшості підземель необхідно для просування по сюжету. У Tales of Legendia використовується система випадкових зустрічей — це означає, що противник нападає на загін несподівано і його не видно на екрані.
Як і в попередніх іграх серії, важливу роль в сюжеті гри займають взаємини між основними персонажами. Однак вперше після проходження основної сюжетної лінії гравцеві стають доступні кілька додаткових розділів, кожен з яких присвячена окремому герою. Крім того, в цих розділах гравець отримує можливість синтезувати нове, більш потужне спорядження, відвідавши особливого майстра, що займається синтезом.  Для синтезу гравцеві буде потрібно набір необхідних предметів, які можна купити, отримати за перемогу над монстрами або знайти в підземеллях, а також певна сума грошей.

### Екіпірування
Кожен персонаж може бути екіпірований зброєю (тільки того типу, з яким він вміє поводитися), бронею, шоломом і двома аксесуарами. Кожен предмет на певну кількість пунктів збільшує (а в деяких випадках зменшує) один або кілька параметрів персонажа: наприклад, важка броня може підвищувати захист, але при цьому знижувати швидкість. Крім того, деякі предмети можуть давати героєві додаткові бонуси, такі як захист від певної магічної стихії. Предмети можуть бути придбані в магазинах, синтезовані у майстрів, знайдені в підземеллях, отримані за сюжетом або як нагорода за перемогу над монстром.
Крім цього, для кожного персонажа може бути призначений один «титул», який також підвищує певні параметри. Багато титулів персонажі отримують автоматично по ходу гри, проте деякі можна відкрити тільки при досягненні певної мети: наприклад, рішення всіх головоломок або участь в певній кількості боїв.
У грі також присутні різноманітні предмети, які можуть відновлювати здоров'я і технічні очки, воскрешати персонажів, лікувати зміни статусу і т. д. Ці предмети можна придбати в магазинах, знайти в підземеллях, або отримати за перемогу в битві. Вони можуть застосовуватися на карті світу, при дослідженні підземель або безпосередньо в битві. В останньому випадку гравець вибирає, який персонаж використовує предмет; його здоров'я не повинне бути опущене до нуля і він повинен мати можливість вільного переміщення (таким чином, персонаж не може використовувати предмет, якщо він виконує атаку або збитий з ніг). Окрім цього, після застосування предмета в битві повинно пройти декілька секунд, перш ніж можна буде використовувати інший предмет. Гравець не може мати більше 15 предметів одного типу за раз.

### Битва
У Tales of Legendia використовується система бою в двовимірному просторі (хоча моделі учасників битви тривимірні), яка також була задіяна в попередніх іграх серії Tales.
У грі доступно вісім ігрових персонажів, але в битві можуть брати участь не більше чотирьох. Битва відбувається в реальному часі і нагадує файтинг; якщо здоров'я всіх членів загону у битві опускається до нуля, бій вважається програним і гра завершується. Кожному герою можна встановити один з трьох режимів управління в битві: ручний, напівавтоматичний або автоматичний.
Гравець може безпосередньо контролювати тільки одного героя в ручному (повна свобода дій гравця) або напівавтоматичному (система буде допомагати гравцеві в битві, зокрема, персонаж буде самостійно підбігати до противнику) режимі, іншими персонажами керує штучний інтелект в автоматичному режимі.
Для них можна призначати стратегію, за якою вони будуть битися, а також віддавати команди під час битви.  Крім цього, для всього загону можна встановити формацію, згідно з якою персонажі будуть розташовуватися на поле бою.
Крім звичайних фізичних атак, персонажі можуть використовувати особливі навички — так звані «Ерес», застосування яких витрачає технічні окуляри (аналог очок мани); кілька різних Ерес можна застосовувати один за іншим, комбінуючи їх в ланцюжки. Ерес діляться на «сталеві» (фізичні атаки) і «кришталеві» (стихійна магія). Кілька сталевих Ерес можна комбінувати в сильніший «складовою» навик, ефективний проти певного монстра або сімейства монстрів. Кожна нанесена противнику атака поступово заповнює шкалу клімаксу; коли вона заповнена до кінця, гравець може зупинити час для противника на кілька секунд (при цьому члени загону зможуть продовжувати наносити удари ворогові). По завершенні битви персонажі відновлюють 10 % технічних очок, отримують очки досвіду, а також спеціальні «камені Ерес» — збираючи їх, герої відкривають нові можливості.
Кожен монстр має певну кількість нараховуються за нього очок досвіду, проте це значення змінюється в залежності від рівня беруть участь в битві персонажів, а також від максимальної кількості ударів, нанесених в комбо (чим довше комбо виконав гравець, тим більший бонус досвіду отримують персонажі).
Коли персонаж набирає певну кількість очок досвіду, він переходить на наступний рівень, підвищуючи свої характеристики (атаку, захист, магічну силу і інші). Крім того, за перемогу над противником гравець може отримати витрачаються предмети і спорядження.
З більшості битв можна втекти. Коли гравець вибирає цю опцію, на екрані з'являється зворотний відлік, після закінчення якого битва закінчується достроково (якщо хоча б один з членів загону залишився в живих). Тривалість зворотного відліку залежить від сили противника в порівнянні з загоном гравця: чим сильніше противник, тим більше тривалість (може досягати 20-30 секунд)

### Приготування їжі
Як і в попередніх іграх серії, в Tales of Legendia присутня система приготування їжі. Їжа може відновлювати здоров'я або технічні очки персонажів, лікувати їх від різних змін статусу (наприклад, від отруєння) або воскрешати. Для того щоб приготувати їжу, необхідна Хлібний кошик, відповідний рецепт, інгредієнти і піч.
Хлібний кошик і перший рецепт гравець отримує на самому початку гри, коли загін зустрічає дівчину-кухаря Мімі. Згодом гравець може знаходити її в інших місцях і вивчати нові рецепти (перед отриманням кожного рецепту є коротка гумористична сцена за участю Мімі). Окрім цього, деякі нові страви можуть бути відкриті після багаторазового приготування вже вивчених. Інгредієнти для готування можуть бути знайдені в підземеллях, отримані за перемогу в битві або куплені в спеціальному магазині. Приготована їжа поміщається в Хлібний кошик; її можна вживати як в битві, так і при переміщенні по карті світу або підземеллями

## Сюжет

### Сетинг
Події Tales of Legendia розгортаються на борту гігантського морського корабля під назвою Спадщина, який залишився від зниклої цивілізації, що володіла високорозвиненими технологіями Спадщину населяють дві раси: орерінес («люди суші»), звичайні люди, і ферінес («люди моря»), раса світловолосих блідношкірих людей, здатних жити під водою; сюжет гри будується навколо конфлікту між цими расами. Деякі люди — «ерени» — мають здатність використовувати особливі сили, які називаються «Ерес». Ерес діляться на два типи: кришталеві, до яких відносяться магічні заклинання, і сталеві, до яких відносяться фізичні атаки По ходу гри неодноразово згадується вигаданий давню мову реларес; він лежить в основі деяких імен і назв місць.

## Розробка
Про розробку Tales of Legendia вперше стало відомо в грудні 2004 року з тізерного відео, яке було поміщено на бонусний диск Tales of Rebirth, попередньої гри серії; в цьому відео гра носила кодову назву Project MelFes. 14 лютого 2005 року Namco опублікувала силуети двох персонажів на своєму вебсайті Tales Channel, а через чотири дні гра була офіційно анонсована. В наступному місяці була названа приблизна дата виходу гри: 2005 рік, — а в квітні була призначена дата релізу північноамериканської версії — лютий 2006 року. У травні 2005 Namco остаточно встановила дату виходу в Японії — серпень наступного року ; в червні 2005 року гра повинна була бути представлена на виставці Electronic Entertainment Expo в Лос-Анджелесі.
Гру створювали розробники, які працювали над попередніми іграми серії, а також інші співробітники компанії, котрі творили файтинг серії Tekken і Soulcalibur. Продюсер Дзюн Тойода пояснив, що завданням було створити рольову гру з «бадьорими бойовими сценами», якими знамениті Tekken і Soulcalibur, а також залучити тих гравців, які вважають, що в файтинга не вистачає гідного сюжету, або, навпаки, які знаходять битви в рольових іграх занадто «нудними». Говорячи про сюжет, Тойода також зазначив, що його важливою частиною є взаємини між персонажами, які зміцнюються в міру розвитку історії. Для того щоб краще розкрити характер і переживання кожного героя, в гру були введені додаткові розділи.
Хоча всі персонажі в грі тривимірні, битви були навмисно перенесені на двовимірне поле бою, щоб розробники могли створювати великих монстрів і не боятися, що вони будуть закривати гравцям огляд. Анімацією персонажів займався Есуке Кадовакі — він використовував ту ж технологію захоплення руху, що і при роботі над Soulcalibur II. На відміну від попередніх частин серії, дизайном яких займався Муцуми Иномата, дизайнером персонажів Tales of Legendia був художник аніме Кадзуто Накадзава, який раніше працював над анімацією кліпу Breaking the Habit групи Linkin Park і фільму «Вбити Білла», а також над аніме «El Hazard — The Magnificent World» і «Nadia: The Secret of Blue Water». Крім того, в Tales of Legendia використовуються анімовані кат-сцени, створені студією Production IG; кількість внутрішньоігрових відео більше, ніж в будь-який з попередніх ігор серії.

## Відгуки та критика
В Японії Tales of Legendia отримала позитивні відгуки критиків: журнал Famitsu присвоїв грі 32 бали з 40 можливих (на основі чотирьох незалежних рецензій, в кожній з яких була поставлена оцінка 8 з 10), а Dengeki PlayStation оцінив її в 85 балів з 100 на основі чотирьох оглядів (80, 80, 90 і 90 балів відповідно).
До кінця 2005 року в Японії Tales of Legendia була продана в кількості 342 779 копій, ставши тридцятої серед найбільш продаваних ігор року [40]; до грудня 2007 року по всьому світу було продано 397 000 копій.
Після релізу в Північній Америці гра отримала змішані відгуки критиків; на сайті Metacritic їй оцінка 72 з 100, а на Game Rankings — 72,51 %. Головні герої гри отримали в основному позитивні відгуки критиків. Журналіст IGN високо оцінив рівень опрацювання головних героїв, помітивши, що гравець не пошкодує, дізнавшись їх ближче, хоча вони і мають «усі стереоти, відомі людині». Він також зазначив, що герої Tales of Legendia «крайньої балакучі», вони говорять про все: «про надздібності, свої життєві цілі […] і улюблені сорти хліба». Рецензент GameSpot також зазначив ступінь опрацьованості персонажів і взаємин між ними; він пише, що завдяки великій кількості діалогів гравець отримує можливість побачити внутрішній світ персонажа. На думку журналіста 1UP.com, в грі ламаються стереотипи, пов'язані з персонажами рольових ігор: «Найсильніші бійці — дівчата, а дужий молодець з гігантським молотом виступає в ролі інтелектуала і лікаря» . В огляді на сайті GameSpy також зазначається ступінь промальовування персонажів .